# 広島自動車大学校
広島自動車大学校 （ひろしまじどうしゃだいがっこう）とは、広島県安芸郡府中町にある専修学校。
国土交通大臣指定自動車整備士養成校。
設置者は、学校法人 古沢学園。

## 設置学科
- 工業専門課程 自動車整備科
  - 1級自動車整備士コース
  - 2級自動車整備士コース

## 所在地
- 広島県安芸郡府中町本町2丁目9-12